# S. Fischer Verlag
Pour les articles homonymes, voir Verlag.
S. Fischer Verlag est une maison d'édition allemande fondée en 1886 par Samuel Fischer à Berlin et aujourd'hui basée à Francfort. Elle est généralement comptée parmi les maisons d'éditions les plus prestigieuses de langue allemande. Elle fait partie des grands éditeurs européens spécialisés en littérature et appartient au Georg von Holtzbrinck Publishing Group.
S. Fischer Verlag publia à leurs débuts des auteurs comme Gerhart Hauptmann et Thomas Mann. Elle eut avant 1914 comme chef des ventes le futur éditeur Ernst Rowohlt. En 1929, Fischer Verlag persuade Léon Trotsky de publier Ma Vie, sa biographie.
Sous le nazisme, la famille juive du fondateur partit s'installer à Vienne puis à Stockholm où est créé Bermann-Fischer Verlag, le bureau berlinois étant confié à Peter Suhrkamp, ce qui conduisit après 1945 à un conflit entre Suhrkamp et les héritiers Fischer. Peter démissionna et décida de fonder en 1950 sa propre maison. Des auteurs aussi prestigieux que Bertolt Brecht, Hermann Hesse, T. S. Eliot et George Bernard Shaw décidèrent alors de quitter S. Fischer Verlag pour Suhrkamp Verlag.
Elle est depuis 1950 l'éditeur exclusif des Œuvres complètes de Freud et des romans "reconstruits" de Franz Kafka.
En 1963, Holtzbrinck rachète la maison d'édition qui rejoint la branche littérature composée entre autres de la maison Rowohlt.